# Johann Baptist Wichtlhuber
Johann Baptist Wichtlhuber (* 18. Juni 1793 in Gengham, Gemeinde Palling; † 14. April 1872 in Hallein) war Dechant und Pfarrer in der Stadt Hallein sowie Ehrenbürger  dieser Stadt.

## Leben
Er wurde 1815 in das Priesterseminar der Erzdiözese Salzburg aufgenommen und am 11. Juni 1816 zum Priester geweiht. Am 10. September 1819 wurde er als Hilfspriester in St. Michael in Lungau eingestellt. Seit 7. Februar 1821 war er als Hilfspriester in Hallein tätig, ab 1847 arbeitete er als Dechant und Pfarrer.
Wichtlhuber stiftete am 19. Februar 1860 der Bürgergarde eine Fahne mit dem Stadtwappen von Hallein.

## Ehrungen

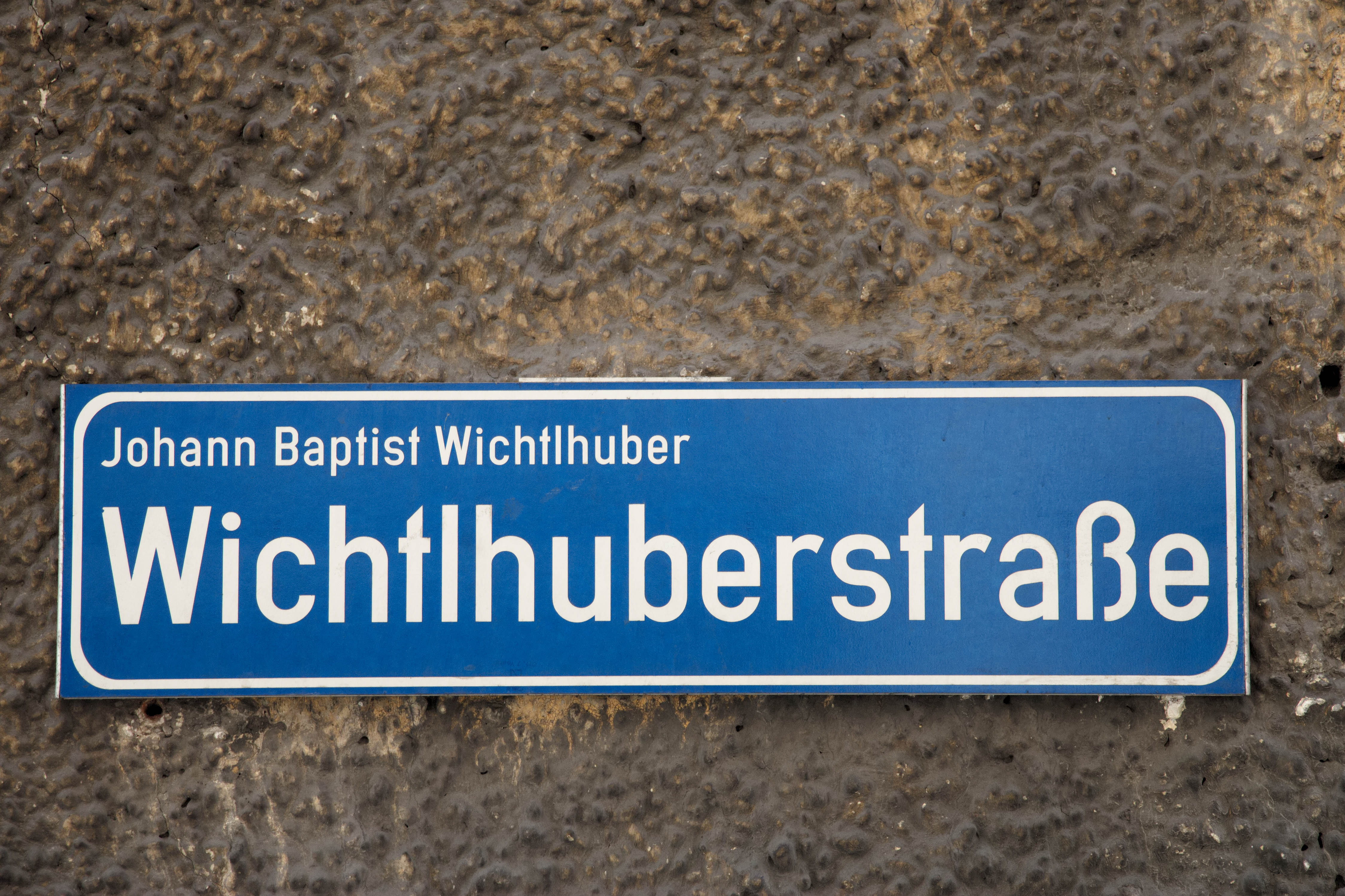
Straßennamenschild

Am 2. Juni 1851 wurde Wichtlhuber zum geistlichen Rat, am 8. Juni 1866 zum Ehrendomherr von Salzburg ernannt. Die Stadtkommune Hallein erteilte ihm das Ehrenbürgerdiplom.
Aus Anlass des 50-Jahr-Priesterjubiläums am 24. Juni 1866 wurde ihm am 16. Februar 1866 das Ehrenbürgerrecht der Stadt Hallein „um seine Verdienste zur Unterstützung und Verpflegung armer Kinder und der Stiftung von Legaten für die Kleinkinderbewahranstalt und Knabenschule“ verliehen. 
Die Wichtlhuberstraße in Hallein ist nach ihm benannt worden.

## Schriften
- Predigt auf die Feyer des Dankfestes für die baldige und glückliche Wiederherstellung des am 30ten April 1818 durch Brand zerstörten Klosters und der Kapelle zu Maria Loretto in Salzburg : abgehalten den 1ten August im Jahre 1819, Mayr, Salzburg 1819.
- Geschichte des Ursprunges und der Bestimmung der drey goldenen Samstag-Nächte: nebst einigen Gebethen und Andachtsübungen zur würdigen und nützlichen Heiligung derselben, Duyle, Salzburg 1826.
- Predigt auf die Feyer der Primiz des Herrn Peter Rainer, bürgl. Fragners Sohnes in Hallein, und der gleichzeitigen priesterlichen Trauung seiner Schwester, Jungfrau Anna Rainer am 3. August 1836, Oberer, Salzburg 1836.
- Sieben religiöse Lieder zur Belebung und Stärkung frommer Gefühle und Entschliessungen für die Jugend, besonders auf dem Lande ... für die Orgel und eine oder zwey Singstimmen in Musik gesetzt, Duyle, Salzburg 1836.
- Anrede bei der Einweihung des neu errichteten Gottesackers zu Dürrnberg am 6. Juli 1845, Zaunrith, Salzburg 1845.
- Anrede auf das Veteranen-Fest in Hallein am 13. Oktober 1850, Oberer, Salzburg 1851.
- Predigt, gehalten am 24. Juni 1866 in der ehrwürdigen Stadtpfarrkirche zu Hallein bei der Secundizfeier des Hochw. und Wohlgebornen Herrn Johann B. Wichtshuber, Duyle, Salzburg 1867.